# Panare
Panare (em tailandês: ปะนาเระ) é um distrito da província de Pattani, no sul da Tailândia.